# Río Congo (Panama)
Río Congo è un comune (corregimiento) della Repubblica di Panama situato nel distretto di Chepigana, provincia di Darién. Si estende su una superficie di 474 km² e conta una popolazione di 1.540 abitanti (censimento 2010).